# 카를로스 람페
카를로스 에밀리오 람페 포라스(스페인어: Carlos Emilio Lampe Porras, 1987년 3월 17일 ~ )는 볼리비아의 축구 선수이다. 현재 볼리바르 소속이며, 포지션은 골키퍼이다.